# فابيانو بريرا دا كوستا
فابيانو بريرا دا كوستا (بالبرتغالية: Fabiano Pereira da Costa‏) (6 أبريل 1978 ساو باولو البرازيل - ) هو لاعب كرة قدم برازيلي، شارك في الألعاب الأولمبية الصيفية 2000.

## روابط خارجية
- فابيانو بريرا دا كوستا على موقع الاتحاد الدولي (مؤرشف)  (الإنجليزية)
- فابيانو بريرا دا كوستا على موقع قاعدة بيانات كرة القدم.إي يو (الإنجليزية)
- فابيانو بريرا دا كوستا على موقع Soccerway.com (الإنجليزية)
- فابيانو بريرا دا كوستا على موقع أوليمبيديا (الإنجليزية)